# Alan Smithee
Alan Smithee (y sus variantes Allen Smithee y Alan Smythee) es un seudónimo asumido por los directores de cine estadounidenses cuando por cualquier motivo repudian el resultado de una producción cinematográfica y no quieren aparecer en los créditos de la película. Este seudónimo fue acuñado por el Sindicato de directores de Estados Unidos en 1968 y se usó oficialmente hasta 2000, para manifestar la insatisfacción del director por no haber tenido el control creativo deseado sobre la película. Según las reglas de su uso el director se comprometía a no comentar las causas concretas que le llevaban a tomar tal decisión o incluso a no reconocer que era el director real. Este seudónimo también ha sido utilizado por otros trabajadores del gremio cinematográfico, como los guionistas.

## Historia
El primer caso documentado de utilización de este seudónimo data de 1967: aparentemente, durante la filmación del wéstern Death of a Gunfighter sus directores Robert Totten y Don Siegel -quien ya había dirigido en 1956 el clásico Invasion of the Body Snatchers- sufrieron un típico caso de "diferencias artísticas", y el resultado fue que ninguno quiso hacerse cargo de lo que habían filmado. La situación los obligó a buscar un nombre reemplazante, siendo elegido el de "Alan Smithee", que había sido sugerido por el sindicato de directores. De todos modos no está del todo claro cuándo se utilizó el seudónimo por primera vez, debido a que Death of a Gunfighter se estrenó en 1969 (y curiosamente fue bien recibida), un año después del estreno de Fade-In, film romántico que fue dirigido por Jud Taylor, pero atribuido al Sr. Smithee. Después le siguieron Dennis Hopper en Catchfire, quien también estaba muy descontento con el resultado final. Lo mismo le pasó a Kiefer Sutherland, que no acabó del todo satisfecho con Woman Wanted (Se busca mujer). El caso más peculiar es el de Dune (1984) de David Lynch: aunque el director sí aparece en los créditos de esta película, cuando decidió hacer la versión televisiva se negó a poner su nombre y en su lugar se puede ver el de "Alan Smithee".
Tanta expectativa provocó este nombre que tiene hasta su propia parodia, la comedia An Alan Smithee Film: Burn Hollywood Burn, dirigida por Arthur Hiller (director de Love Story). La cinta cuenta cómo es rodar a las órdenes de Alan Smithee: curiosamente el propio Arthur Hiller decidió utilizar el seudónimo porque según cuenta, el productor no le dejó la suficiente libertad creativa. No fue esta la única vez en la que el nombre fue parodiado, ya lo ha sido en varias ocasiones o tomado como un elemento de comedia. Por ejemplo, en un episodio de la serie de televisión animada Los Simpson, la familia protagonista ve un anuncio acuñado por Smithee, pero que realmente ha sido dirigido por el Señor Burns, tras la insatisfacción de este con la verbalización de "energía nuclear" de Homer Simpson.
Con el paso de los años, la fama de esta firma no ha sido demasiado buena, por lo que en el 2000 el sindicato de directores dejó de usarlo como seudónimo oficial, pero muchos directores siguen utilizándolo en las películas de las que menos orgullosos se sienten.
Una historia apócrifa sugiere que Alan Smithee es el anagrama de "The Alias Men" ("Los hombres con un alias"), pero ello es falso.

## Vídeos musicales dirigidos por Smithee
- 1991 - "Under the Bridge" - Red Hot Chili Peppers
- 1995 - "Digging The Grave" - Faith No More
- 1997 - "I Will Always Love You" - Whitney Houston
- 1997 - "Heaven n' Hell" - Salt-N-Pepa
- 1997 - "Building A Mystery" - Sarah McLachlan
- 1997 - "I Don't Wanna Wait" - Paula Cole
- 1997 - "So Help Me Girl" - Gary Barlow
- 1998 - "Kiss The Rain" - Billie Myers
- 1998 - "The First Night" - Monica
- 1998 - "Sweet Surrender" - Sarah McLachlan
- 1998 - "Reunited" - Wu-Tang Clan
- 1999 - "The Future Is X-Rated" - Matthew Good Band
- 2000 - "No More" - Ruff Endz
- 2001 - "In Your Eyes" - Jeffrey Gaines
- 2005 - "Lose My Breath" - Destiny's Child
- 2007 - "Hunting For Witches" - Bloc Party
- 2009 - "Juicebox" - The Strokes
- 2013 - "Get Back (Zebrahead Weird Cover)" - Syxter ft. OG Krozet

## Cortometrajes
- 2011 - Perdido - U.B.A. - producción, asistente de dirección y actor renuncian a los créditos.